# Dianthus nudiflorus
Dianthus nudiflorus (Syn.: Velezia rigida L.) ist eine Pflanzenart aus der Gattung der Nelken (Dianthus) innerhalb der Familie der Nelkengewächse (Caryophyllaceae).

## Beschreibung

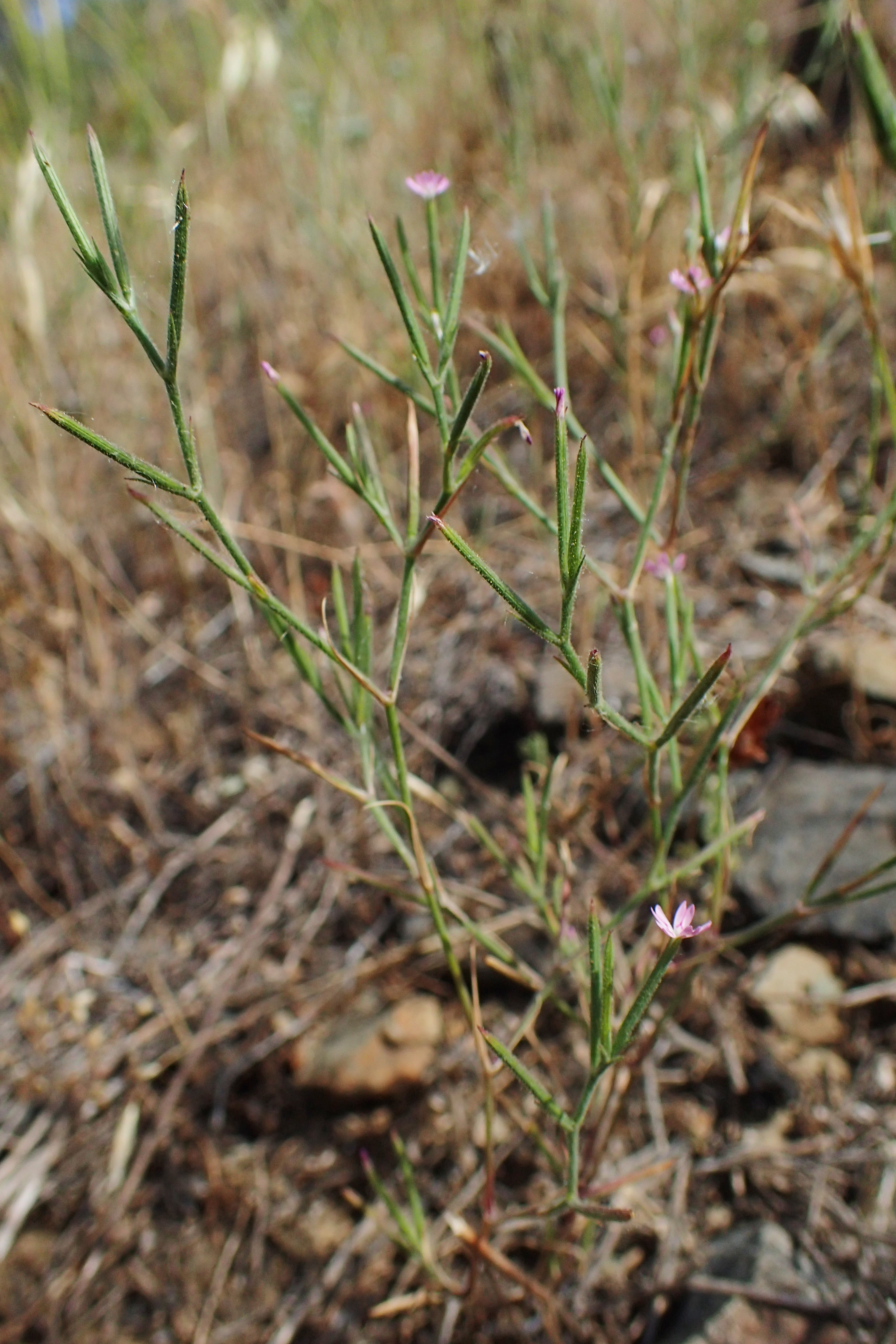
Habitus, Laubblätter und Blüten

### Vegetative Merkmale
Dianthus nudiflorus ist eine einjährige krautige Pflanze, die Wuchshöhen von 7 bis 15, selten bis zu 30 Zentimetern erreicht. Der Stängel ist steif, reich sparrig verzweigt und drüsig-flaumig behaart.
Die gegenständig angeordneten Laubblätter sind bei einer Länge von 10 bis 20 Millimetern linealisch-pfriemlich.

### Generative Merkmale
Die Blütezeit reicht von März bis Juni. An mehr oder weniger allen Stängelknoten sind ein oder zwei bis zu sechs Blüten vorhanden. Der relative dicke Blütenstiel ist 2 bis 3 Millimeter lang und drüsig flaumig behaart.
Die zwittrigen Blüten sind radiärsymmetrisch mit doppelter Blütenhülle. Der 15-nervige Kelch ist und bei einer Länge von 10 bis 14 Millimetern sowie bei einem Durchmesser von 1 bis 1,5 Millimetern sehr schmal röhrig und fünf- bis sechsmal länger als der Fruchtstiel. Die fünf rosafarbenen Kronblätter sind in Nagel und Platte gegliedert. Der Nagel ist so lang wie die Kelchröhre. Die Platten sind zweispaltig. Die meist zehn Staubblätter sind ungleich. Die zwei Griffel sind fadenförmig.
Die zylindrische Kapselfrucht ist vom haltbaren Kelch, der etwa gleich lang wie die Kapselfrucht ist, umhüllt. Die schwarzen Samen sind länglich, abgeflacht-schildförmig.
Die Chromosomenzahl beträgt 2n = 28.

## Ökologie
Bei Dianthus nudiflorus handelt es sich um einen Schaft-Therophyten.

## Vorkommen
Dianthus nudiflorus kommt im Mittelmeerraum und Orient vor. Es gibt Fundortangaben für Marokko, Algerien, Tunesien, Portugal, Spanien, Frankreich, Italien, Bulgarien, Kroatien, Albanien, Nordmazedonien, Griechenland, Zypern, die Türkei, Armenien, die Ukraine, Aserbaidschan, Georgien, Dagestan, den Kaukasusraum, Iran, Kasachstan, Usbekistan, Tadschikistan, Turkmenistan, Kirgisistan und Pakistan.
Dianthus nudiflorus gedeiht in der Phrygana und auf offenen Ruderalstellen. Dianthus nudiflorus gedeiht auf der Iberischen Halbinsel in Höhenlagen von 0 bis 2000 Metern.

## Taxonomie
Die Erstveröffentlichung des Namens Velezia rigida erfolgte 1753 durch Carl von Linné in Species Plantarum, Tomus I, Seite 332–333. Die Verwendung diese ältsten Epithets „rigida“ in der Gattung Dianthus ist nicht möglich, da der Namen Dianthus rigidus schon 1808 für eine ganz andere Art vergeben wurde. Die Erstbeschreibung von Dianthus nudiflorus Griff. erfolgte 1854 durch William Griffith in Notulae ad Plantas Asiaticas, Volume 4, Seite 466 mit Tafel 580, Figur 2 in Icon. Pl. Asiat., 1854 (Posthumous papers bequeathed to the honorable the East India Company, and printed by order of the government of Bengal: Icones Plantarum Asiaticarum / by the late William Griffith ... arranged by John M'Clelland. Calcutta). Lange Zeit war Velezia rigida L. der akzeptierte Name. Seit Madhani et al. 2018 ist Velezia rigida L. ein Synonym von Dianthus nudiflorus Griff., damit die Gattung Dianthus monophyletisch ist.

## Belege